# Upeneus sundaicus
 Upeneus sundaicus és una espècie de peix de la família dels múl·lids i de l'ordre dels perciformes.

## Morfologia
Els mascles poden assolir els 22 cm de longitud total.

## Distribució geogràfica
Es troba des del Pakistan, Índia i Sri Lanka fins a Indonèsia, nord d'Austràlia i Japó.